# حوادث خط آتش‌بس اسرائیل و سوریه در طول جنگ داخلی سوریه
حوادث متعددی در خط آتش‌بس اسرائیل و سوریه در طول جنگ داخلی سوریه رخ داده که روابط بین دو کشور را متشنج کرده است. این حوادث، به عنوان گسترش درگیری‌های استان قنیطره از سال ۲۰۱۲، حوادث جاری بعدی بین ارتش سوریه و شورشیان در سمت تحت کنترل سوریه از جولان و منطقه بی‌طرف جولان و مداخله حزب‌الله در جنگ داخلی سوریه در نظر گرفته می‌شود. در طی این حوادث که در اواخر سال ۲۰۱۲ آغاز شد؛ تا اواسط سال ۲۰۱۴، یک غیرنظامی اسرائیلی کشته و حداقل ۴ سرباز، زخمی شدند. در سمت تحت کنترل سوریه، تخمین زده می‌شود که حداقل ده سرباز و همچنین دو شبه‌نظامی ناشناس که در نزدیکی عین زیوان در بلندی‌های جولان شناسایی شدند، کشته شده‌اند.